# Falu frigymnasium
Falu Frigymnasium (vardagligt Falufri) är en gymnasieskola i Falun i Sverige. Det är en friskola med riksintag som har funnits sedan  2001. Skolan ägs av 10 anställda på skolan och har 390 elever och 40 anställda. Skolans arbetssätt bygger på att eleverna är delaktiga genom hela inlärningsprocessen och är med och beslutar i planering, arbetssätt, genomförande och avslut. Skolan är både en FN-skola och en EU-ambassadörsskola och har många internationella projekt. År 2017 fick skolan utmärkelsen Bättre skola av SIQ och Skolverket för sitt fina kvalitetsarbete.

## Program
Följande program finns på Falu frigymnasium:
- Humanistiska programmet
- Naturvetenskapsprogrammet
- Samhällsvetenskapsprogrammet
- Teknikprogrammet
- Vård- och omsorgsprogrammet
- Ekonomiprogrammet